# ОШ „Петар II Петровић Његош"” Билећа
ОШ „Петар II Петровић Његош” једна је од основних школа у Билећи. Налази се у улици Краља Александра 32. Име је добила по Петру Петровићу Његошу, српском православном владици, књижевнику и филозофу.

## Историјат
Српска православна школа у Билећи је отворена 1880, а у манастиру Добрићево 1891. године. Школске 1910—1911. се помиње Општа народна школа коју је похађало двеста седам ученика. Најбољи ђаци су двадесетих година примани у школу руског корпуса коју су похађала дјеца руских официра, гдје се одржавала квалитетна настава нарочито из математике и руског језика. На јесен 1922. је отворена Грађанска школа, али су у Другом свјетском рату уништени и школа и њена архива. Крајем рата, 25. октобра 1944, је отворена школа у Кукића кући. Из сачуване разредне књиге од школске 1944—1945. је видљиво да је постојао други и трећи степен ове школе. Други степен су уписивали ученици који су прије или у току рата завршили један или ниједан разред, а трећи они који су имали други или трећи разред. Убрзо након тога је укинута Грађанска школа, а отворена је Државна нижа реална гимназија. Децембра 1958. је од четворогодишње основне школе и ниже гимназије настала централна ОШ „Владо Томановић”, а 1960—1961.  ју је похађало седамсто седамдесет и пет ученика. Почетком 1991. је добила данашњи назив ОШ „Петар II Петровић Његош”. Школске 2007—2008. је бројала седамсто деведесет и три ученика, а 2015—2016.петсто тридесет и два ученика, четрдесет и пет наставника и вјероучитеља православне вјеронауке. У њеном саставу ради петогодишња подручна школа у селу Баљци основана 1920. Раније су у њеном саставу радиле и школе у селима Врањска 1908—2014, Бијела Рудина од педесетих година двадесетог вијека до 2009, Длакоше 1969—1987, Мириловићи и Симијова. Поред библиотеке са око 13.500 књига, школа има спортску дворану и уређене спортске терене. Од 2004. године излази школски лист „Огледало”. Дан школе се обиљежава 24. маја, на дан Светих Ћирила и Методија.